# مانکگودی، بوتسوانا
مانکگودی (به انگلیسی: Mmankgodi) شهری در ناحیهٔ کوننگ کشور بوتسوانا است که در سال ۲۰۰۰ میلادی ۶٬۲۷۷ نفر جمعیت داشته که از این تعداد، ۲٬۸۶۸ نفر مرد و ۳٬۴۰۹ نفر زن بوده‌اند.